# Fort Mercer (USA)
Fort Mercer var et af to forter, (andet fort var Fort Mifflin), som blev opført i 1777 ved Delawarefloden under den amerikanske uafhængighedskrig af den kontinentale hær, som var under ledelse af George Washington.
Forternes formål var blokering af engelsk sejlads til Philadelphia, som var besat af briterne, i staten Pennsylvania. Fort Mercer var beliggende på New Jersey-siden af Delawarefloden og Fort Mifflin var placeret på Pennsylvania-siden .
Fort Mercer blev opkaldt efter brigadegeneral Hugh Mercer, som faldt tidligere samme år i slaget ved Princeton.
Den 22. oktober 1777 angreb 900 hessiske soldater, som gjorde tjeneste under den engelske generalmajor William Howe, Fort Mercer, men blev slået tilbage af de kontinentale styrker med betydelige tab. Blandt andet blev hessernes chef, oberst Carl Emil Kurt von Donop, såret og døde tre dage senere.
Fortet blev forsvaret af 600 kontinentale soldater under kommando af oberst Christhopher Greene.
Efter senere britisk erobring af Fort Mifflin, blev Fort Mercer forladt uden kamp da Charles Cornwallis landsatte 2.000 engelske soldater tæt på fortet, den 18. november.
Området hvor Fort Mercer var beliggende er i dag en kommune (Borough) ved navn National Park i New Jersey, USA.
39°52′09″N 75°11′15″V / 39.8692°N 75.1874°V